# Azar Habib
Azar Habib, عازار حبيب, født 28. november 1945, i Libanon, død 15. november 2007, var en libanesisk musiker, sanger og sangskriver. Habib er mest kendt for sine kærlighedssange og for at blande traditionel arabisk musik med moderne popmusik.
I året 2000 fik Azar Habib et uventet gennembrud og kultstatus i Sverige med sangene am tekbar el farha og habbaytek, under de forsvenskede titler Ansiktsburk og Hatten är din. Begge disse blev også populære i store dele af Vesteuropa gennem YouTube. 
Azar Habib døde af et hjerteanfald den 15. november 2007. 
| Musik | Spire Denne musikartikel er en spire som bør udbygges. Du er velkommen til at hjælpe Wikipedia ved at udvide den. |